# 在ウズベキスタン外国公館の一覧

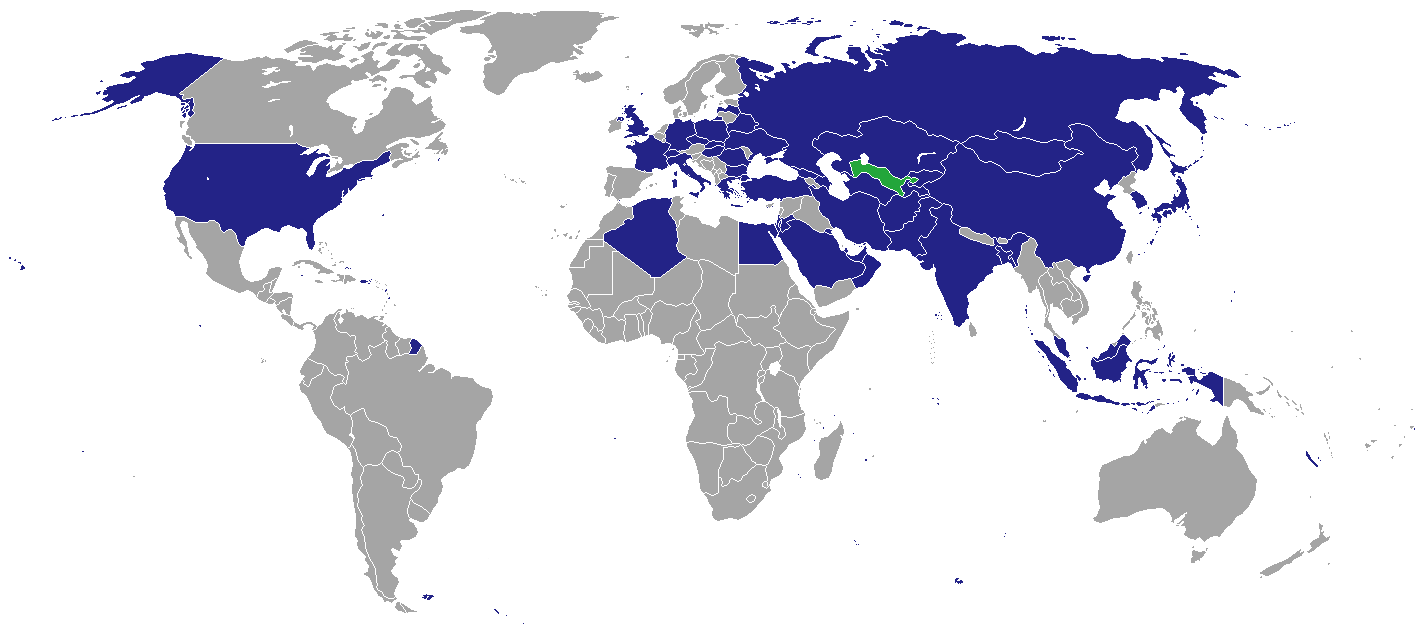
在ウズベキスタン大使館のある国

在ウズベキスタン外国公館の一覧は、ウズベキスタンにある外国の在外公館の一覧である。首都タシュケントには45ヶ国の大使館が存在する。

## 大使館
- アフガニスタン
- アルジェリア
- アゼルバイジャン
- バングラデシュ
- ベラルーシ
- ブルガリア
- 中華人民共和国
- チェコ
- エジプト
- フランス
- ジョージア
- ドイツ
- 聖座
- インド
- インドネシア
- イラン
- イスラエル
- イタリア
- 日本（大使館）
- ヨルダン
- カザフスタン
- 大韓民国
- クウェート
- キルギス
- ラトビア
- リビア
- マレーシア
- オマーン
- パキスタン
- パレスチナ
- ポーランド
- ルーマニア
- ロシア
- サウジアラビア
- スロバキア
- スイス
- タジキスタン
- トルコ
- トルクメニスタン
- ウクライナ
- アラブ首長国連邦
- イギリス
- アメリカ合衆国

## 組織
- 欧州連合 (代表)